# William Beutenmüller
William Beutenmüller (Hoboken (New Jersey), 31 maart 1864- Tenafly, 24 april 1934) was een Amerikaans entomoloog.
Hij werd in 1888 curator van het nog jonge Departement voor Entomologie van het American Museum of Natural History in New York. Zijn specialiteit waren vlinders en motten, maar omdat hij toen de enige voltijdse curator van het departement was bestudeerde en beschreef hij ook andere groepen van insecten. Hij bekleedde deze functie tot 1912.
Hij maakte meerdere expedities op zoek naar insecten in de Black Mountains van Noord-Carolina: in 1895, 1900 en 1901 voor het American Museum of Natural History en opnieuw in 1903 en 1904 dankzij de steun van de rijke Rev. Eugene Augustus Hoffman en diens zoon Samuel V. Hoffman. Dit afgelegen bergachtig gebied herbergt vele soorten die nergens anders voorkomen. De duizenden insecten die hij verzamelde werden onderzocht door hemzelf en collega-entomologen, waaronder William Morton Wheeler (gespecialiseerd in mieren), William Dunham Kearfott (Microlepidoptera) en Nathan Banks (schorpioenvliegen, schietmotten). Beutenmüller zelf beschreef o.a. de kevers en motten.
Beutenmüller was de redacteur van de eerste elf jaargangen (1893-1903) van het Journal of the New York Entomological Society en werd in 1900 ook voorzitter van de New York Entomological Society.
Zijn vrouw Edna Hyatt, een dochter van de zoöloog en paleontoloog Alpheus Hyatt, maakte veel tekeningen voor entomologische publicaties.
Enkele taxa die hij beschreef zijn de wespvlinder Aegeria edwardsii, de loopkever Cychrus aeneicollis en de boktor Anthophylax hoffmani, genoemd naar E.A. Hoffman.
- Gemeinsame Normdatei: 116158697
- International Standard Name Identifier: 0000 0000 7101 6764
- Library of Congress Control Number: nr2005009622
- Nederlandse Thesaurus van Auteursnamen: 297536818
- Virtual International Authority File: 22885993
- WorldCat: E39PBJdcxj8vcPhqgyThF6Pmh3